# Isaac-Daniel Jean Daniaud-Duperat
 (mars 2020).
 (mars 2020).
Isaac-Daniel Jean Daniaud-Duperat est un militaire français, opposant à la révolution française. Fils de Jacques Salomon, avoué, et Charlotte Robin, né le 22, baptisé le 25 novembre 1768 à St-Léger de Cognac - décédé à l'hôpital militaire de Paris (12e) le 12 décembre 1826.

## Biographie
Maréchal-de-camp, officier de la légion d'honneur et chevalier de Saint-Louis, né à Cognac, département de la Charente. Il joignit, comme cavalier volontaire, les vendéens à la prise de Thouars, en avril 1793.
Devenu aide-de-camp de Lescure, il fut blessé, le 13 mai 1793, à la prise de la Châtaigneraie. Dupérat servit ensuite sous le marquis de Puisaye qui le désigna pour commander entre Château-Giron et la Guerche ; mais ayant quitté ce chef après l'affaire de Liffré, il rentra dans la Vendée, commanda sous Sapinaud l'infanterie de l'armée royale, dite du centre, et fut compris dans la pacification de la Jaunaye. Cette armée s'étant, peu de temps après, déclarée pour Charette, Dupérat passa dans l'Anjou et se rendit chez Stofflet.
Officier blanc tombé  au pouvoir des républicains, il avait été condamné par une commission militaire à être détenu jusqu'à la paix, lorsqu'il s'échappa au mois de mars 1796 de la prison du Bouffay à Nantes, où il était enfermé depuis quatre mois. Daniaud-Dupérat vint ensuite à Lyon, y fut employé dans la fameuse association des fils légitimes, et lors de la pacification consulaire, retourna dans la Vendée pour participer au bénéfice de l'amnistie.
Après un nouveau voyage à Lyon, il se rendit à Bordeaux, où il se lia de nouveau avec MM. Roger, Acquart, Oreilhac, membres de l'association des fils légitimes. Le gouvernement anglais envoya, par l'entremise du banquier espagnol Carreca, des sommes considérables à Daniaud-Dupérat qui, pour mieux réussir dans ses projets en faveur des Bourbons, avait feint de se livrer à des opérations commerciales, acheté et fait transporter à Nantes une grande quantité de vins et de liqueurs qui furent distribués dans les campagnes à d'anciens chef vendéens. Une somme de 9 000 francs fut consacrée par lui à l'achat de plombs qu'effectua son ami Gogué, et il dirigea lui-même un chargement de ce métal sur la ville de la Rochelle. Sa maison située sur la Fosse, à Nantes, servait de lieu de réunion aux anciens chefs vendéens, mais la découverte par le préfet de la Vendée des plombs déposés chez le curé Jacqueneau força les conjurés à s'éloigner. M. Daniaud-Dupérat, qui s'était rendu à Bordeaux avec Kerenmar, fut arrêté au château de la Gaudisserie. Une somme considérable fut trouvée sur lui, et on le conduisit dans les prisons de Nantes comme prévenu d'être le caissier d'une association royaliste.
La commission militaire de cette ville, malgré ses dénégations obstinées, le condamna au mois de décembre 1805 à deux années de détention. Il fut d'abord mis au Temple, ensuite enfermé au château de Saumur. La chute du gouvernement impérial le rendit à la liberté. Dix ans de guerre, autant de blessures, onze ans de cachot, ne lui avaient encore valu aucune récompense, lorsque le 20 mars arriva. Il courut aux armes, et succéda au comte Auguste de La Rochejaquelein dans le commandement du 4e corps de l'armée royale. M. Dupérat, promu le 15 mai 1815 au grade de maréchal-de-camp, s'opposa d'abord à la pacification de la Vendée ; mais, cédant à la nécessité, il signa la paix en qualité de commissaire, et fut ensuite nommé prévôt du département des Deux-Sèvres. Il commandait celui de la Vendée lorsqu'il mourut, le 12 octobre 1826, à l'âge de cinquante-six ans. Il avait acquis dans son parti une grande réputation de courage et de fermeté, et le roi eut peu de serviteurs plus recommandables par leur zèle, leur fidélité et leur extrême désintéressement.